# Just Like Noah's Ark
Just Like Noah's Ark è un brano composto e interpretato dall'artista britannico Elton John; il testo è di Bernie Taupin.

## Il brano
La canzone (seconda traccia del concept album The Captain and the Kid e di stampo boogie) parla dell'incredibile successo conseguito da Elton e Bernie nel nuovo continente e anche dei problemi relativi alla fama. Il titolo del testo significa letteralmente Proprio Come L'Arca di Noé. Nella melodia è preminente ancora una volta il pianoforte di Elton; la rockstar è accompagnata dalla sua Elton John Band, formata da Davey Johnstone, Nigel Olsson, Bob Birch, Guy Babylon e John Mahon. Un fatto particolarmente curioso riguarda Arthur, il cane di Elton, che, spaventato nel bel mezzo della registrazione del brano, si mise ad abbaiare contro John Mahon, andando casualmente in sintonia con le percussioni e la melodia del pezzo (come ricorda il produttore Matt Still in un'intervista). Il risultato divertì molto la compagnia: alla fine della canzone si può udire chiaramente la risata di Elton.
Just Like Noah's Ark ha apprezzamenti da parte della critica, così come tutto l'album di provenienza.